# Demarche
Als Demarche (von französisch démarche „Gangart“ bzw. faire une démarche „Schritte unternehmen, um ein Ziel zu erreichen“) oder Protestnote wird ein diplomatischer Akt in den zwischenstaatlichen Beziehungen eines meist deutlichen Einspruchs oder der Erklärung eines Staates gegenüber einem anderen Staat bezeichnet.
Sinn der Demarche ist es meist, die politische Haltung des Empfängerstaates gegenüber einem Sachverhalt zu beeinflussen beziehungsweise auf eine Handlung oder ein Unterlassen des Empfängerstaates hinzuwirken.